# アラン・カイディック
アラン・ビト・フローレス・カイディック（Allan Vito Flores Caidic、1963年6月15日 - ）は、フィリピン・パシッグ出身の元プロバスケットボール選手である。ポジションはシューティングガード・スモールフォワード。
現在はフィリピンプロバスケットボールリーグ（PBA）、バランガイ・ヒネブラキングスのアシスタントコーチ。

## 来歴
マニラ東大学からNCCを経て、1985年にグレートテースト・コーヒーメーカーズにドラフト全体1位指名を受け、1987年よりプレー。同年の新人王を獲得。1990年にはMVPを獲得。
1992年のチーム消滅後は、サン・ミゲル・ビアメンに移籍。1993年にはオールスターゲームMVPを獲得。
1999年、バランガイ・ヒネブラキングスに移籍。同年引退。
背番号8はサン・ミゲルとバランガイ両球団の永久欠番となった。PBAで唯一2球団の永久欠番となっている選手である。

### フィリピン代表
フィリピン代表にはNCC時代の1985年より選ばれ、同年の東南アジア競技大会金メダルを獲得、アジア選手権でも優勝したが、世界選手権はエドゥサ革命のためチームが出場を辞退した。
アジア競技大会には1986年より4大会連続出場で銀メダル1個銅メダル2個を獲得した。